# Mateo Romero
Mateo Romero, también conocido como Mathieu Rosmarin o Maestro Capitán, (Lieja, c. 1575 – 1647) fue un compositor flamenco afincado desde los 9 años de edad en España que cultivó la música renacentista y la música barroca. Ocupó el cargo de maestro de capilla de la Capilla flamenca. Fue uno de los compositores más prestigioso de la corte de Madrid durante la primera mitad del siglo XVII.

## Biografía
Mateo Romero nació como Mathieu Rosmarin en Lieja, Bélgica, hacia 1575 hijo de Jean Romarin y Pascale Loart. Debido a la temprana muerte de sus padres, como otros muchos niños de los Países Bajos Españoles, fue llevado en 1585 a Madrid para servir como chico del coro en la corte. Entre 1586 y 1593 su tutela y educación en España corrió a cargo de sus compatriotas George de La Hèle y Philippe Rogier. Ya en esta etapa debió demostrar el talento sobresaliente entre sus compañeros que le valiera el curioso apodo de “Maestro Capitán” o “Capitán”. En 1594 castellanizó su nombre y apellido. En 1598 consigue el puesto de maestro de capilla en la corte de Felipe III. Felipe IV, a quien enseñó composición y viola da gamba, le ratificó como maestro en 1621 y se mantuvo en este puesto hasta 1634, año en que se jubiló, siendo sustituido por Carlos Patiño. Parece que a partir de esta fecha, con la salud muy deteriorada, según se indica en su testamento, es poco probable que se mantuviese activo en la música. Romero murió el 10 de mayo de 1647 y fue enterrado en la Iglesia de los Premonstratenses de Madrid.
Fue nombrado escribano de la Orden del Toisón de Oro en 1621 y Capellán de los Reyes Nuevos de la catedral de Toledo en 1624 (previa concesión de la “naturaleza castellana” en 1623), nombramientos que tenían a menudo un carácter honorario y el único fin de incrementar los ingresos y el prestigio social del beneficiario. Además, su ordenación como sacerdote en 1605 le había permitido obtener “pensiones” con fondos de diversas diócesis: Pamplona (1611), Jaén (1621), Santiago de Compostela y las Canarias (1622) y Toledo (1623). Todo ello le permitió acumular un capital considerable. Por estas y otras razones, Romero ha sido considerado por diversos autores como un sujeto materialista y ávido de fortuna, que manejó su carrera –política y musical– valiéndose de un carácter autoritario. Esto explicaría su evidente discordia con Carlos Patiño, quien le sucedió en el magisterio de capilla luego de que se jubilara en 1634.
Uno de los aspectos interesantes de su biografía es el estrecho contacto que mantuvo con el duque Juan de Braganza, uno de los más notables melómanos de la época, quien tenía en su biblioteca musical varias obras de Romero y las hacía ejecutar con frecuencia. En 1638 invitó al compositor a visitar su corte en Portugal durante varios meses, hecho que, a fines del siglo XIX, despertaría las sospechas del compositor e investigador Francisco Barbieri de que Romero hubiese sido enviado allí por el propio Felipe IV como espía, para sondear las posibles intenciones del duque de independizarse de España. De haber sido así, sus gestiones habrían sido infructuosas, pues es bien sabido que el duque iba a encabezar la rebelión de 1640 y a asumir el trono de Portugal con el nombre de Juan IV.
La figura de Mateo Romero, el Maestro Capitán ha llamado la atención de numerosos investigadores (desde Pedrell y Mitjana hasta Becquart y Querol), pero son los recientes trabajos de Judith Etzion los que con más vehemencia y argumentos ponen de manifiesto la relevancia de este autor en el desarrollo de la música española del siglo XVII.
Romero fue uno de los músicos más apreciados de su época. Quizá el texto más laudatorio se deba al cantor de la Capilla Real, genealogista e historiador Lázaro Díaz del Valle, quien le recordaba en 1654 diciendo: 

«El primero de estos tipos [los músicos de la Real Capilla] a quien el mundo ha dado el laurel fue el maestro Capitán, Mateo Romero, maestro en el arte de la música del rey nuestro señor don Felipe IV y maestro de su Real Capilla, mereciendo por sus obras ser honrado y favorecido de S. M. con plaza de su capellán de honor y capellán de los Reyes Nuevos de Toledo. […] Honrole también S. M. con hacerle secretario de la gran caballería del Tusón, todos los cuales dichos oficios, con pensiones que tenía sobre obispados, le valían en cada año cinco mil ducados de renta, sin las ayudas de costa que S. M. le daba. Fue de nación flamenca, natural de Lieja; tuvo el mejor gusto para componer villancicos y tonos de guitarra que se ha conocido en hombre de su arte. Compuso muchas misas, muchos salmos y motetes, canciones, himnos, salves y cánticos, con tan sonora armonía y consonancia, que puedo decir con verdad que muchas veces se me espeluznaban los cabellos de gozo, cuando mis compañeros y yo los cantábamos. En fin mereció por muchas razones el nombre de Capitán, dado éste cuando era niño.»
 — Tomado de: Pastor, a los campos diles, villancico de Navidad de Mateo Romero y Jusepe Ximénez: Luis Antonio González Marín Departamento de Musicología, CSIC. Anuario Musical, 57 (2002).

Su carrera musical se sitúa en el umbral entre el Renacimiento y el Barroco. Aunque estuvo fuera de la escuela polifónica franco-flamenca, jugó un papel importante en la introducción en España del 'stilo moderno' de la música italiana.
Murió el 10 de mayo de 1647 y fue enterrado en la iglesia de los Premonstratenses de Madrid, siguiendo sus disposiciones testamentarias. Un año después el rey Juan IV de Portugal quiso recuperar su legado mediante su embajador en Madrid, pero habría de esperar a 1652 para recibir algunas de sus obras y un tratado teórico, hoy perdido.

## Obra
La mayor parte de su trabajo se perdió, ya que estaba localizado en el Real Alcázar de Madrid, incendiado en la Nochebuena de 1734, y en la Biblioteca Real de Lisboa, destruida durante el terremoto de Lisboa de 1755. Mateo Romero compuso tanto música en castellano (villancicos y tonos de guitarra) como obras sacras en latín (misas, salmos y otros). Él mismo acompañaba a la guitarra sus numerosos villancicos (piezas polifónicas con texto sacro) y tonos (piezas polifónicas con texto profano) cuando eran interpretados, respectivamente, en la capilla de palacio o la cámara del rey. No en vano es el compositor más representado en el famoso Cancionero de Sablonara una recopilación de los mejores tonos que se cantaban en la corte madrileña hacia 1625. Estas obras en lengua vernácula tienen dos secciones con características diferenciadas: el estribillo presenta una menor cantidad de texto y una mayor elaboración musical, con abundantes imitaciones y momentos descriptivos; en la copla, en cambio, se emplea el diálogo responsorial entre bloques sonoros o la textura homofónica, reservándose la imitación para los versos finales, cuando la narración ya ha sido comprendida. Algunos de sus tonos muestran además un uso abundante de sostenidos y bemoles, que en algunos casos dan la sensación de verdaderas modulaciones.
Juan de Tassis, conde de Villamediana, estrenó en el Palacio de Aranjuez una comedia con música de Mateo Romero, maestro de la Capilla Real, titulada La gloria de Niquea. En esta obra de trasfondo mitológico "Villamediana recalca la llegada de Felipe IV como un nuevo Apolo que traerá la Edad de Oro" al modo de los intermedii florentinos como la Pellegrina de 1589 en honor de los Médici. Esta obra allanaría el camino para la aparición en la última década de los veinte de la considerada la primera ópera española: La selva sin amor de Lope de Vega.
Cura que en la vecindad es una letrilla satírica anticlerical de Góngora en relación con la incontinencia del clero sobre la cual Mateo Romero decidió añadirle música. Se relaciona este poema con referencia a Lope de Vega, aunque cronológicamente la letra es de 1602 y Lope de Vega no se ordenó de sacerdote hasta 1614. Cuando Góngora se mudó a Madrid para ejercer el cargo de capellán de su majestad, se fue a vivir a la calle del Santo Niño Jesús, cercana a la casa de Lope de Vega, en la calle de Francos. Lope llevaba años ordenado sacerdote pero su vida amorosa transcurría sin recato entre los brazos de las grandes actrices de la época y los de su última musa, Marta de Nevares, la dulce Amarilis. Eso dio pie a que Góngora escribiera con referencia a Lope de Vega empleando este poema. Varios autores han hecho versiones de esta letrilla, como Francisco López de Zárate, Tirso de Molina, etc.
En cuanto a sus obras sacras en latín su estilo puede ser descrito, según Judith Etzion, como una “reinterpretación barroca de la música renacentista”. Se trata, pues, de obras que a primera vista se ajustan al formato del siglo XVI, pero muestran una permanente representación de los “afectos” del texto y un uso más atrevido de la disonancia. Dentro de este grupo, sus piezas policorales aparecen como las más cercanas a un estilo barroco en un sentido arquetípico, por su preponderancia de la textura en acordes, el tratamiento aún más libre de la disonancia y la presencia de un bajo instrumental. Es quizás en estas obras policorales donde Romero se muestra en todo su esplendor.
Listado de obras
Sus composiciones conservadas son las siguientes:
Misas:
- Misa Bonae voluntatis (9 voces y B.c.) (también conservada una versión a 5 voces).[14]
- Misa Qui Habitat (8 voces y B.c.) - basado en el salmo homónimo.
- Misa Un jour l'amant et l'amye (8 voces y B.c.) - misa parodia sobre una canción de Orlando di Lasso.[15]
- Misa Dolce fiamella (5 voces y B.c.) sobre un madrigal de Giovanni Maria Nanino.
- Misa Batalla (4 voces y B.c.) sobre La Bataille de Clement Janequin
- Misa de Requiem de dos baxos (8 voces y B.c.) Misa "Pro Defunctis"
- Misa Veu que de vostre amour (8 voces)
- Misa Dolce fiamella mia (5 voces) sobre un madrigal de Giovanni Maria Nanino.
- Misa en Letania (5 voces) (Letanía a 8 voces)
- Misa Sabbato Sancto (4 voces)

Magnificats, salmos y motetes:
- 3 Magnificat
- 3 Dixit Dominus
- Domine, quando veneris
- Libera me, Domine
- Convertere Domine
- Domine, ne in furore tuo

Trabajos seculares:
- 9 villancicos
- 3 canciones a 3 voces
- 5 letrillas a 3 voces
- 2 novenas a 2 voces
- 2 folías
- 15 romances a 3 voces sobre textos de Lope de Vega, Francisco de Quevedo y otros.
- 1 seguidilla
- 11 canciones (conservada solo la voz soprano) del Cancionero de Onteniente, 1645.

## Discografía selecta
Estas son algunas de las grabaciones que se han hecho de las obras de Mateo Romero:
- 1987 – Entremeses del Siglo de Oro: Lope de Vega y su tiempo. Hespèrion XX, Jordi Savall.
- 1996 – Mateo Romero: Music at the Spanish Court. Currende, dir. Erik Van Nevel. (Cypres 3606)[17]
- 1999 – Mateo Romero: Canciones, romances, sonetos. La Colombina.
- 1999 – Cancionero de Sablonara. Music in the Sapnish of Felipe V. La Colombina.
- 2002 – Musik for the Duke of Lerma. Gabrieli Consort & Players, Paul MacCreesh.
- 2003 – Office pour l'ordre de la Toison d'Or. Choeur de Chambre de Namur, dir. Jean Tubéry. (Ricercar)[18]
- 2005 – Requiem para Cervantes. Mateo Romero: Missa Pro Defunctis. Schola Antiqua, La Grande Chapelle, dir. Àngel Recasens (Lauda Musica 002)[19]
- 2005 – El vuelo de Ícaro. Música para el Eros barroco. Le Grande Chapelle, dir. Àngel Recasens.
- 2005 – Matheo Romero: Musique à la Cour d'Espagne. Le Grande Chapelle, dir. Ángel Recasens. (Lauda Musica 003 CD)
- 2010 – Matheo Romero: Romerico florido. Clematis Cappella Mediterránea, dir. Leonardo García-Alarcón.[20]